# 小行星2298
小行星2298（2298 Cindijon）是一颗绕太阳运转的小行星，为主小行星带小行星。该小行星于1915年10月2日发现。
該小行星以英國天文學家布萊恩·馬斯登的孩子辛西婭（Cynthia）和約翰森（Jonathan）命名。

## 轨道参数
小行星2298的轨道半长轴为2.4056843 UA，离心率为0.173。